# BK Pardubice
O Basketbalový klub Pardubice (em português:  Basquetebol Clube Pardubice), conhecido também como BK KVIS Pardubice por razões de patrocinadores, é um clube de basquetebol baseado em Pardubice, República Checa que atualmente disputa a NBL e a Copa Europeia da FIBA. Manda seus jogos no Sportovní hala Dašická com capacidade para 1.700 espectadores.

## Histórico de Temporadas
| Temporada | Nível | Liga | Pos. | J     | PL  | Resultado         | Copa Checa        | Competições internacionais   |
| --------- | ----- | ---- | ---- | ----- | --- | ----------------- | ----------------- | ---------------------------- |
| 2010-11   | 1     | NBL  | 3    | 6-4   | 5-4 | Semifinais        | Quartas de finais | -                            |
| 2011-12   | 1     | NBL  | 4    | 24-12 | 2-3 | Quartas de finais | Quartas de finais | 3 FIBA EuroChallenge T16 5-7 |
| 2012-13   | 1     | NBL  | 5    | 19-15 | 3-5 | Semifinais        | Finalista         | -                            |
| 2013-14   | 1     | NBL  | 3    | 26-16 | 5-3 | Semifinais        | Terceiro colocado | -                            |
| 2014-15   | 1     | NBL  | 4    | 29-13 | 1-3 | Quartas de finais | Semifinais        | -                            |
| 2015-16   | 1     | NBL  | 5    | 26-15 | 3-4 | Terceiro colocado | Campeão           | -                            |
| 2016-17   | 1     | NBL  | 2    | 23-8  | 5-6 | Terceiro colocado | Semifinais        | 4 Copa Europeia 2ºR 6-6      |
| 2017-18   | 1     | NBL  | 2    | 23-9  | 5-7 | Terceiro colocado | Terceiro colocado | 4 Copa Europeia 2ºRQ 2-2     |
| 2018-19   | 1     | NBL  | 5    | 20-16 | 0-4 | Quartas de finais | Quartas de finais | 3 Liga dos Campeões 3ªRC 0-2 |
| 2018-19   | 1     | NBL  | 5    | 20-16 | 0-4 | Quartas de finais | Quartas de finais | 4 Copa Europeia TR 0-6       |
| 2019-20   | 1     | NBL  | 6º   |       |     |                   | Quartas de finais |                              |
| 2020-21   | 1     | NBL  | 6º   | 15-18 | 0-3 | Quartas de finais | Semifinais        |                              |
| 2021-22   | 1     | NBL  | 6º   | 17-19 | 3-4 | Quartas de finais | Terceiro colocado |                              |
| 2022-23   | 1     | NBL  | 4º   | 21-15 | 7-7 | Semifinais        | Quartas de finais |                              |
| 2023-24   | 1     | NBL  | 6º   | 18-18 | 1-4 | Quartas de finais | Quartas de finais |                              |
| 2024-25   | 1     | NBL  | 9º   | 15-19 |     |                   | Oitavas de finais |                              |

fonte:eurobasket.com

## Títulos
Copa da Chéquia
Campeão (2):1993–94, 2015–16